# Turanium pilosum
Turanium pilosum là một loài bọ cánh cứng trong họ Cerambycidae.